# Parajdi Incze Lajos
Parajdi Incze Lajos (Parajd, 1915. január 5. – Lewiston, 2012. július 8. ) író, költő, ifjúság-nevelő, fényképész, szociológus. A kilyéni Intze nemzetség sarja.

## Életpályája
Elemi iskoláját Parajdon, középiskolai tanulmányait a székelyudvarhelyi (1927–32) és marosvásárhelyi (1932-34) katolikus kollégiumokban végezte. Érettségi vizsgáját Tordán tette le (1934). A kolozsvári egyetemen doktori diplomát szerzett jogból (1941), Rómában pedig szintén olasz jogi diplomát szerzett (1949).
Ifjúkori költeményei a kolozsvári Jóbarát című ifjúsági folyóiratban jelentek meg Dr. Rózsa József szerkesztése alatt (1929).
Első tudományos írásait dr. Bányai János földtudós Székelység című folyóirata tette közzé Székelyudvarhelyen (1930). Egy ideig Marosvásárhelyen Nagy Samu Ellenzék című hetilapját szerkesztette (1937–39). Ugyanakkor a Brassói Lapok (Kacsó Sándor főszerkesztő), a nagyváradi Magyar Újság és kolozsvári Jóestét közölte közérdekű írásait.
Irodalmi művei az Erdélyi Helikon (Kovács László) és Végváry Reményik Sándor Pásztortűz (Vásárhelyi Z. Emil) című folyóiratában jelentek meg.
Tudományos cikkeit az erdélyi ifjú írónemzedék negyedévi folyóirata, a Hitel (Albrecht Dezső, Venczel József, Vita Sándor) közölte.
Mint az Országos Magyar Sajtókamara tagja, a kolozsvári Ellenzék (Zathureczky A. Gyula) és Estilap (Demeter Béla) belső munkatársa volt (1940–43), előbb Kolozsvárott, később Budapesten, majd a magyar királyi Haditudósító Század harctéri tagja volt (1943–45) a második világháború végéig.
Ausztriában a 8. Brit Hadsereg innsbrucki küldöttségének (Enfidaville Staging Camp) tolmácsa (1945), ahonnan a Róma környéki Szövetséges Parancsnokság (Rome Area Allied Command) alkalmazottja (1946–47) lett. Az olasz békekötést követőleg a Nemzetközi Menekültügyi Szervezet (International Refugee Organization) tisztviselője Nápolyban (1948–49).
Amerikai bevándorlása (1949) után egy ideig (Jezsuita kollégium, Baden) könyvtáros Indiana államban, titkár Illinois-ban (Te Deum International, Springfield, Dr. John Donovan), gyári padmunkás William P. Laytham vasöntődében (Patterson, New Jersey állam). Onnan meghívásra átköltözött a Maine állami Lewiston városába. Ott röntgen szakiskolát alapított (St. Mary Hospital) és annak igazgatója (1950–80). Pályáját Új Anglia Tudományegyetemén (University of New England) a társadalomtudomány tanáraként fejezte be (1986).
Időközben cikkeket irt, fényképekkel és rajzokkal díszítve, napilapokba és folyóiratokba. Vetített képes előadásokat tartott társadalmi, vallásos, szakmai egyesületek részére.
Nyugdíjba vonulása után könyveket írt, fényképezett, vitorlázott, külföldön utazott, országos postai sakkmérkőzéseken vett részt (1972-től). A Magyar Társaság tagja (1970-től). Egyik könyvét az Árpád Akadémia (Cleveland, Ohio) aranyéremmel tüntette ki (Footprints on Destiny Lane, Lábnyomok a Sors Ösvényén, 1984)
Amerikai francia ápolónőt vett élettársul (Helen A. Gastonguay, RN, MA). Négy fiúgyermeket neveltek fel és nyolc unokájuk született.